# Cordon van Defensie
Het Cordon van Defensie was een verdedigingslinie in het noorden van Suriname. Het werd aangelegd in de jaren 1770 – 1778 en bedoeld om de plantages in het oosten van de kolonie Suriname te beschermen tegen overvallen door Marrons. De lengte van de linie bedroeg 94 kilometer en bestond uit 33 posten die onderling verbonden waren door het kordonpad. Het eerste deel van het kordon liep van de Surinamerivier ter hoogte van de Jodensavanne naar het oosten, via de Cassewinica naar de bovenloop van de Commewijne. Het tweede deel liep verder naar het noorden, langs de Pericakreek naar de Cottica en daarna verder naar de Atlantische oceaan.

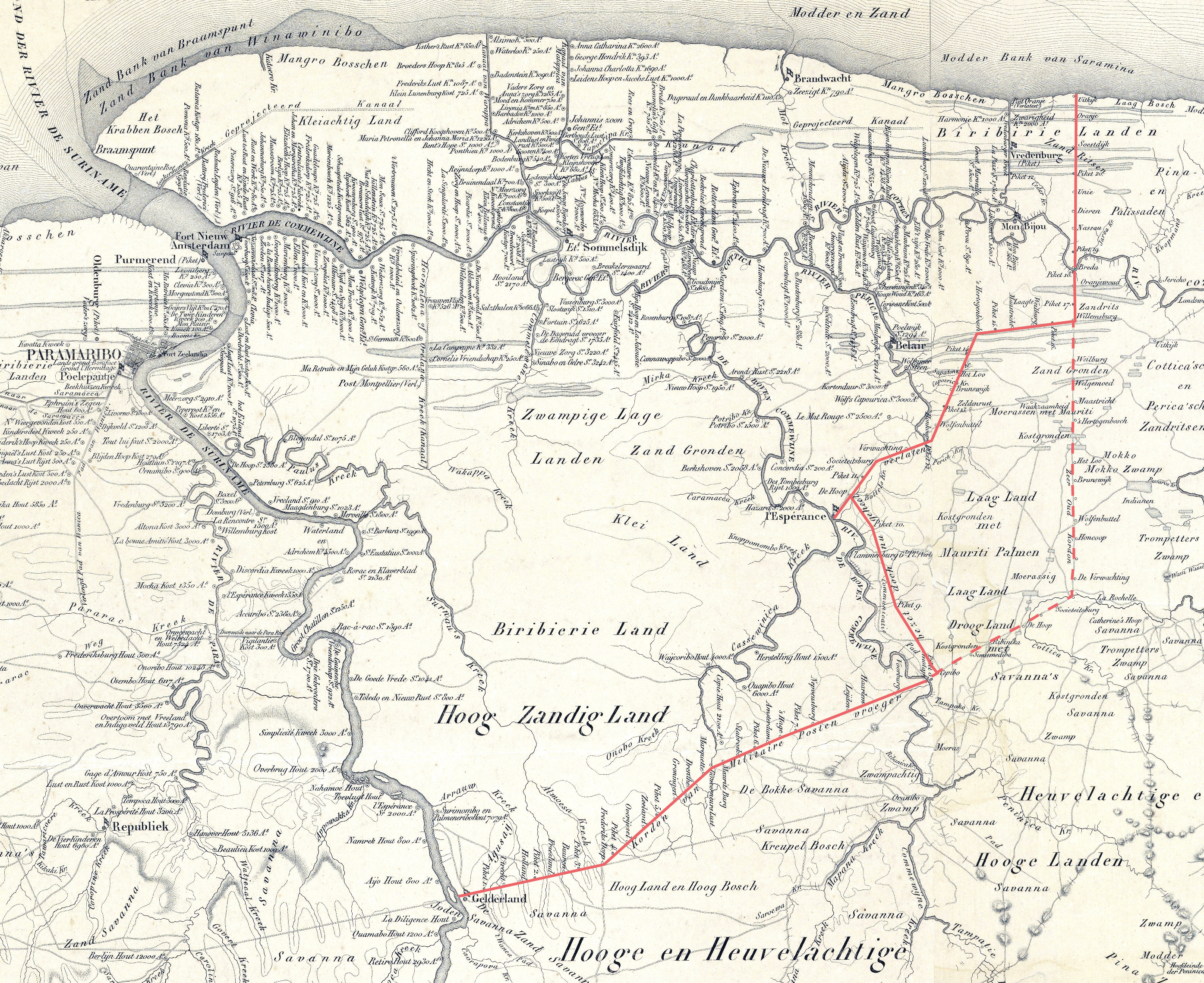
Ligging van het kordonpad in Suriname, geplot op de kaart van J.C. Heneman en C.A. van Sijpesteijn (1849)

## Aanleiding voor de aanleg: de weglopers
De toename van de plantagelandbouw in de kolonie Suriname ging gepaard met een groei van het aantal slaven dat werkzaam was op de plantages. Hun aantal groeide van van ca. 38.000 in 1752 tot bijna 60.000 in 1774. Het aantal slaven dat wegliep om de slechte behandeling door de plantagehouders te ontvluchten werd ook steeds groter. Op een slavenbevolking van meer dan 50.000 vluchtten er jaarlijks naar schatting ongeveer 300. Hiervan bleven er ongeveer 100 voorgoed weg. Rond 1750 stond 10% van de Surinaamse slaven "geabsenteerd" in de boeken van de plantages. Het aantal weggelopen slaven werd rond 1750 op 3000 geschat. Zij vestigden zich in het oerwoud, op enige afstand van het plantagegebied. Om te kunnen overleven werden overvallen op plantages uitgevoerd. Daarbij werden gereedschap, zaaigoed, geweren en munitie buitgemaakt. Ook werden vrouwen meegevoerd.
Naast deze directe schade voor de plantage-eigenaren waren er nog de kosten voor het vervangen van de slaven die definitief waren weggelopen. De gemiddelde aanschafprijs van nieuwe slaaf was in die tijd 200 tot 300 gulden. Daarnaast moest iedere plantage-eigenaar bijdragen aan de zogenaamde weglooperskas. Uit deze kas werden de veldtochten betaald die werden georganiseerd om Marrons op te sporen, te straffen en terug te brengen naar de plantages. De veldtochten waren duur en niet heel effectief. Dat bracht het gouvernement ertoe om afspraken te maken met enkele grote marron-gemeenschappen. In 1760 werd een vredesverdrag gesloten met de Aukaners. In 1762 volgde een vergelijkbaar verdrag met de Saramaccaners en in 1769 ten slotte het vredesverdrag met de Matawai. Met één groep werden geen afspraken gemaakt: de Boni-marrons of Alukus (Aloekoes). Deze groep had zich gevestigd in de kuststreek in het oosten van Suriname. Vanuit de versterkte nederzetting Fort Buku (1771 – 1772) ondernamen de Boni-marrons strooptochten langs de plantages die gelegen waren in het stroomgebied van de Cottica en de Commewijne. De situatie werd door de plantagehouders als zeer bedreigend ervaren. Zij drongen aan op harde maatregelen tegen deze Marrons.
Uiteindelijk werden twee verschillende strategieën gevolgd: intensivering van de veldtochten en een grote uitbreiding van de militaire verdedigingslinie.

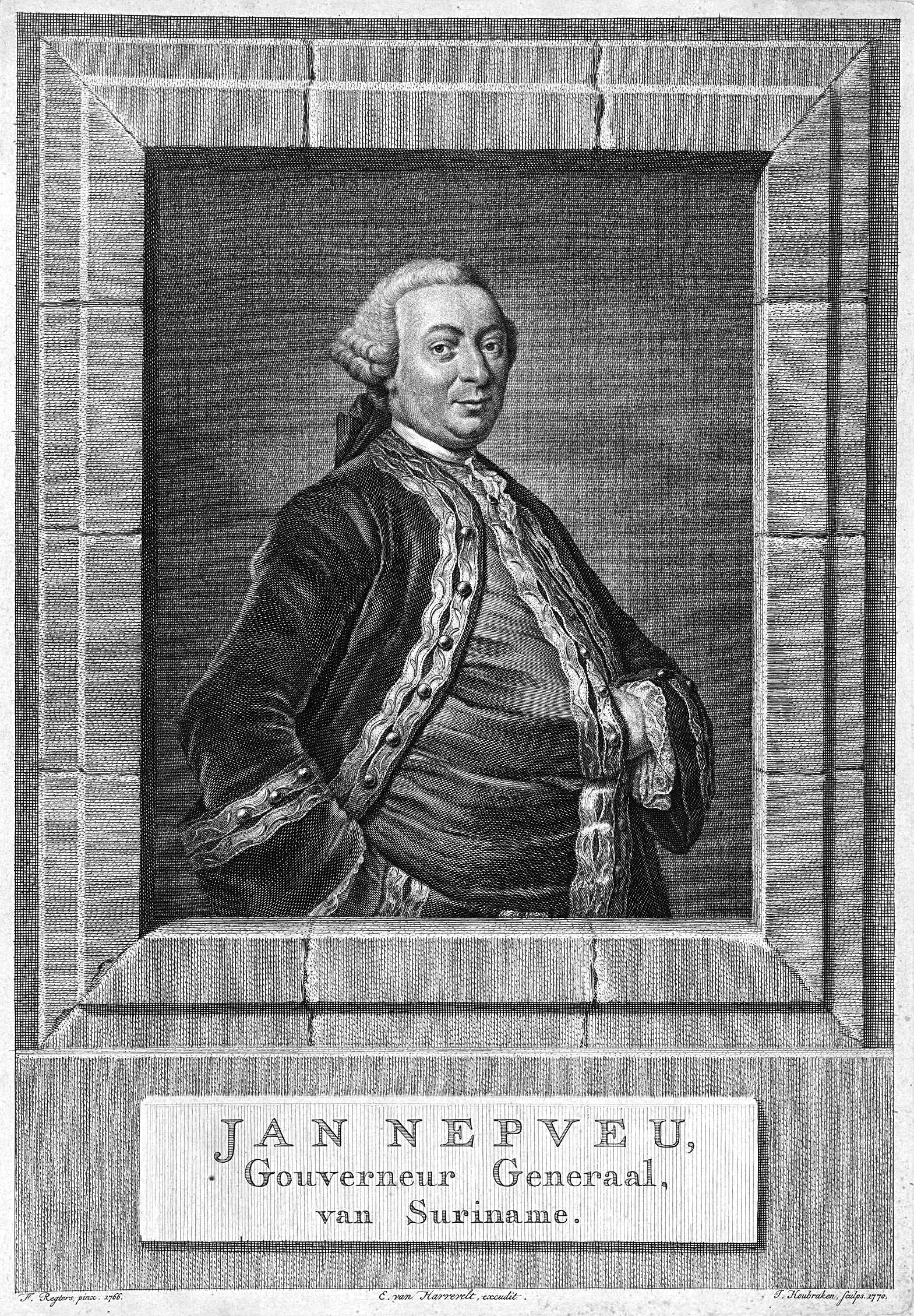
Jan Nepveu (1719-1779) (Jacob Houbraken, 1770)

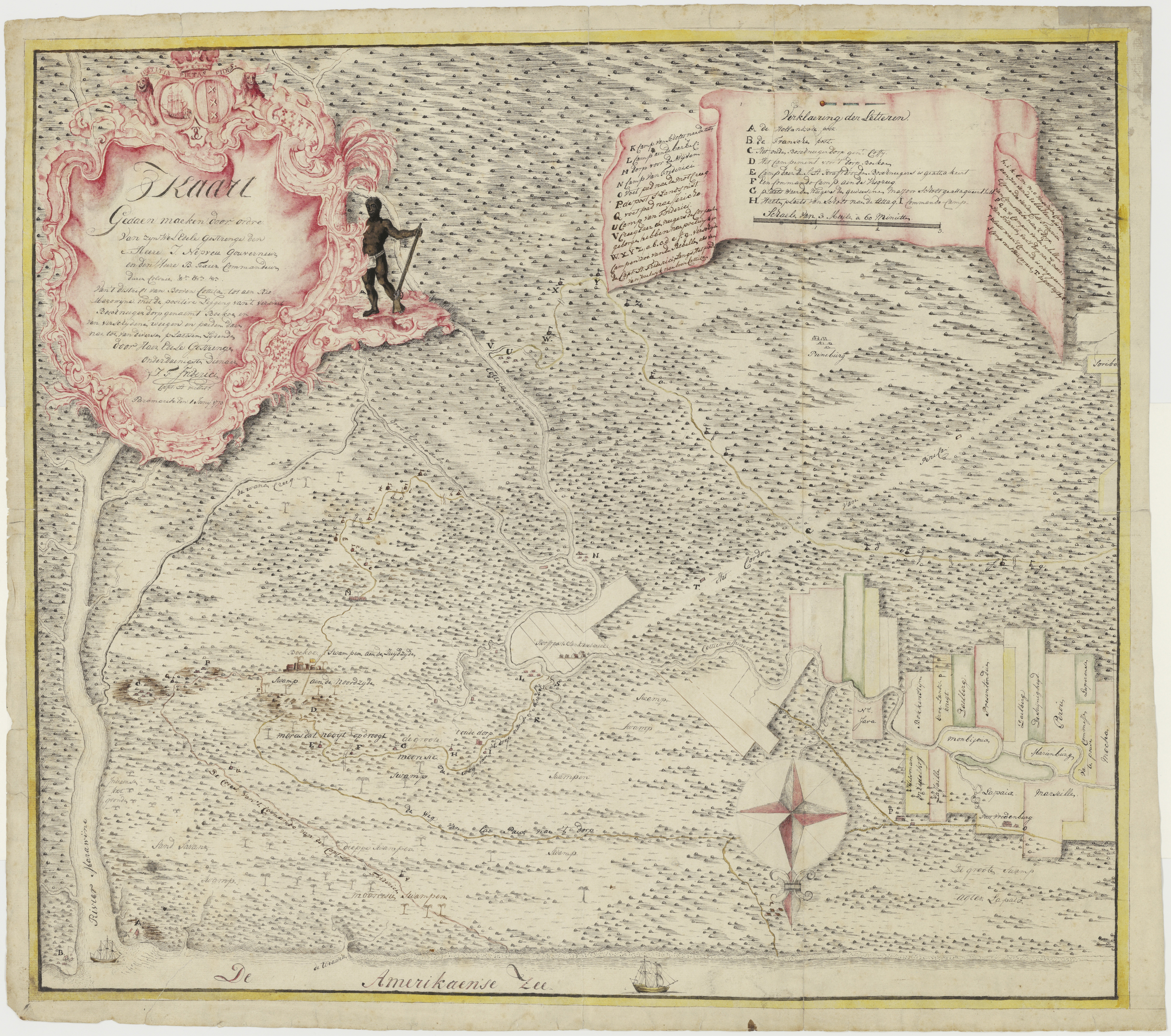
Eerste versie van het Cordonpad op een kaart van de Friderici uit 1773 (Noorden beneden).

Jan Nepveu, de gouverneur van Suriname, vroeg aan de Staten van Holland om militaire ondersteuning om de Boni-marrons een beslissende nederlaag toe te brengen. De troepen, onder leiding van kolonel Louis Henri Fourgeoud, kwamen in het voorjaar van 1773 aan in Suriname en dat leidde tot intensivering van de strijd die later de eerste Boni-oorlog (1765 – 1776) zou worden genoemd. Een eerder initiatief voor de aanleg een aaneengesloten verdedigingswerk tussen de plantages en de verder naar het oosten gelegen dorpen van de Boni-marrons werd onder druk van Nepveu voortvarend ter hand genomen. Er werd een plan opgesteld en er werd begonnen met de opmetingen voor de uitbreiding van het Cordon van Defensie.

## Politieke onenigheid
Het eerste gedeelte van het kordon was aangelegd in 1770 – 1772 over een rits lopend van de suikerplantage Soribo aan de Perica naar de militaire post 's-Lands Welvaren aan de Cottica, maar de raden (leden) van het Hof van Politie en Criminele Justitie hadden veel bezwaren tegen de hoge kosten van verdere uitbreiding en grote twijfels over de fysieke mogelijkheid om het kordon aan te leggen in de moerasachtige kuststreek.
Over de uitbreiding van het kordon was ook verschil van inzicht ontstaan tussen gouverneur Nepveu en kolonel Fourgeoud. Fourgeoud wilde met strafexpedities de Boni-marrons verjagen uit hun dorpen en van hun kostgronden zodat hun kracht gebroken werd. Nepveu was voorstander van een defensieve strategie en vond dat uitbreiding van het kordon de beste bescherming bood aan de plantages. Ondanks de tegenwerpingen van Fourgeoud en de zorgen van de raden zette Nepveu zijn plan door "om een cordon van verdediging tegen de verstrooide benden wegloopers daar te stellen". Hij werd hierin gesteund door de Sociëteit van Suriname en door Prins Willem V van Oranje-Nassau, die admiraal-generaal van de vloot en kapitein-generaal van het leger was. Die bemoeide zich persoonlijk met de onenigheid en schreef een brief aan Fourgeoud, waarin hem te verstaan werd gegeven dat hij zich moest onthouden van "eenige bemoeijingen met het cordon" en dit geheel aan de gouverneur moest overlaten.
Nepveu kreeg uiteindelijk in augustus 1775 opdracht van de Staten van Holland en West-Friesland en toestemming van de directeuren van de Sociëteit van Suriname om de linie uit te breiden.

## Bekostiging
Op 20 juli 1776 werd door de Staten van Holland vergaderd over een missive van 7 maart 1776 van de gouverneur en de raden van Politie en Criminele Justitie. In de missive werd beschreven dat het niet mogelijk was om te voldoen aan de opdracht van de Staten om een "behoorlyk Cordon" aan te leggen. Uit de rapporten en daarbij behorende kaarten van landmeter Goetzee en uit de kaarten en het bijbehorende plan van ingenieur J.C. Heneman bleek dat de aanleg in het laaggelegen kustgebied met zijn vele zwampen een grotere inspanning zou vereisen dan verwacht. In de missive werd aangegeven dat de aantallen manschappen in dienst van de Sociëteit volstrekt onvoldoende waren om het kordon te verwezenlijken. In dezelfde missive komt ook de financiering van het kordon uitgebreid aan de orde: "’s Lands kassen zijn niet alleen uitgeput en niet toereikende voor tot goedmakinge van de ordinaire kosten maar zelfs seer verre ten agteren". De kas was leeg en de middelen van de kolonie waren ontoereikend om het plan uit te voeren. Volgens de missive konden zelfs de rentelasten van de lening van 700.000 gulden van de stad Amsterdam, bestemd voor het instandhouden van het Neeger vrijcorps (Redi Musu), dat juist was opgericht om de Marrons te bestrijden, niet worden opgebracht.
Aan de missive zijn notulen toegevoegd van de vergaderingen in Suriname waarin de kosten van de aanleg van het kordon werden behandeld. Ook werden er uitgebreide ramingen toegevoegd van de omvang van de bemanning van het kordon. In de notulen van 11 december 1775 wordt een berekening weergegeven van het aantal manschappen dat nodig is om het kordon te bemannen: 1500 man, inclusief "de noodige remplacement voor Dooden en Sieken". Op 12 februari 1776 werden de kosten van de bemanning van het kordon opnieuw besproken. De berekening gaat nu uit van een korps van 2000 man, verdeeld over twee regimenten, een voor de zuidelijke tak van het kordon en een voor de oostelijke tak. De jaarlijkse kosten werden geraamd op 457.543 gulden. De kosten van het al bestaande korps van 1500 man bedroegen 336.218 gulden. De benodigde aanvullende financiering was dus 121.325 gulden. Voor de verdere berekening werd er vanuit gegaan dat de bemanning gedurende vier jaar op peil moest blijven, hetgeen de totale kosten voor de bezetting van het kordon op 485.300 gulden brengt.
De kosten voor de aanleg van het kordon werden geraamd op 500.000 gulden. Die kosten bestonden vooral uit de betaling van de "Timmer-Neegers" (146.000 gulden) en de kosten voor het bouwen van de militaire posten (240.000 gulden).
De totale kosten voor de aanleg van het kordon en voor de bemanning van het kordon gedurende vier jaar werden op 7 maart 1776 dus geraamd op 985.300 gulden.

## Het Cordon van Defensie

#### Het kordonpad

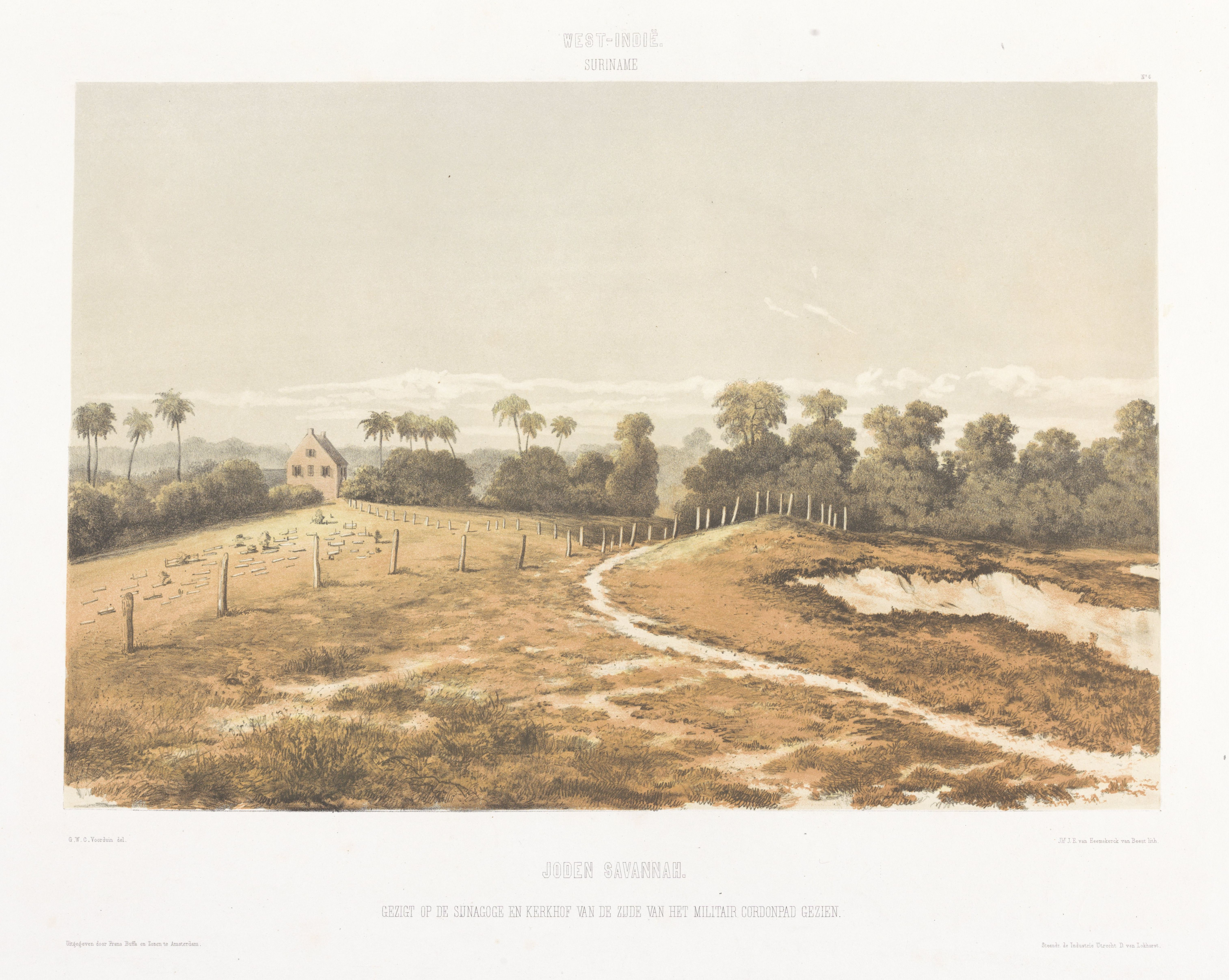
Jodensavanne: Gezicht op de synagoge en het kerkhof vanaf het Cordonpad gezien

Het kordonpad was de verbindingsroute tussen de geplande militaire posten. Het pad "had een grond van wit zand, eene breedte van 150 en 200 voet, was aan de eenen zijde bezet met krijgsposten en aan den andere met digt bosch". "Met’er tijd [zal] een Dooren Hegge geplant worden, die men tot 4 à 5 voet laat opgroeien, welke door den tijd zo zoo Dik en Digt wordt dat er bijna geen Kat kan doorkomen, voor al geen Mensch en nog minder een groote Troup Menschen, zonder in de Hegge een Opening te maken".'
In de missive staat over het pad dat er aan de vijandelijke zijde van het pad een trens gegraven zal worden. Met de uitgegraven aarde moest een borstwering worden opgeworpen. Daarop zouden voetangels worden geplaatst. Ook werd gebruik van glasscherven voorzien, een goedkope oplossing "daar van zig op ieder Post in ’t jaar all een hele groot Quandityt zameld".
Bij iedere post was een opening in de aarden wal voorzien waar een barrière of een Spaanse ruiter zou worden geplaatst. Een schildwacht moest wachtlopen voor de opening zodat hij het pad over lange afstand kon overzien.
In de kuststreek met de vele zwampen werd het pad en de grond voor de posten opgehoogd met zinkstukken vervaardigd van takkenbossen. Om verplaatsing over het pad mogelijk te maken werd voorzien in het bouwen van bruggen over kleinere kreken en enkele pontveren voor de grotere rivieren. In het savannegebied werd er een sloot gegraven aan beide zijden van het pad.
Het hele kordon werd beschreven als een "beweeglijke Machiene". Dankzij het kordonpad en de korte onderlinge afstand tussen de posten en piketten konden signalen en orders snel worden doorgegeven en ook de aanvoer van materialen en munitie zonder veel oponthoud worden geregeld.

#### De posten

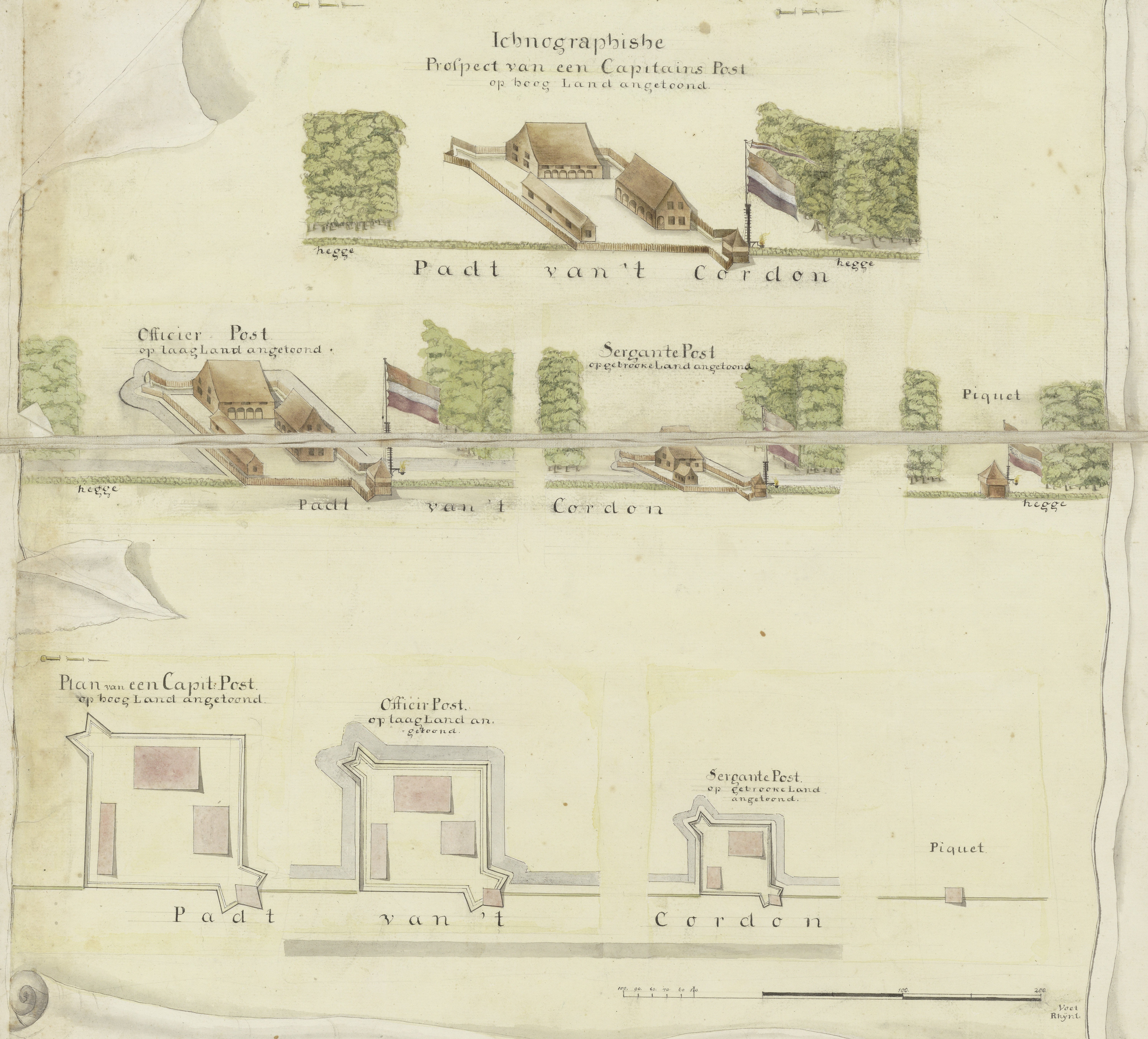
Ontwerp van de verschillende militaire posten gelegen aan het kordonpad

Er werd onderscheid gemaakt tussen Kapiteinsposten (CP), Officiersposten (OP), Sergeantsposten (SP) en piketten. Uitgangspunt voor het aantal posten was dat er "op alle half uurs distance" een post zou komen. De afstand Surinamerivier – Commewijne werd geschat op 6 uren. Hiervoor werden in het plan dus 12 posten voorzien. 2 uren (4 posten) voor de afstand Commewijne – Perica. Van de Perica naar de Cottica 8 uren (16 posten) en van de Cottica tot aan de kust anderhalf uur (3 posten). In totaal 35 posten. De uiteindelijke linie bestond uit 33 posten. 
Als de afstand tussen twee posten te groot werd bevonden werd daar een piket gevestigd. Hiervan werden er in totaal 21 gebouwd.
Een post bestond uit een ruimte voor de officier, verblijfsruimte voor de militairen, een keuken, een latrine en een waterput. De posten werden gefortificeerd met een palissade. Achter de posten werd ruimte vrijgemaakt voor kostgronden voor het verbouwen van groente en rijst en een veld voor kleinvee zodat de bemanning in hun eigen levensonderhoud kon voorzien.
Iedere post had een naam. Vanaf de Surinamerivier gerekend was de eerste post Gelderland, gelegen bij de Jodensavanne. Daarna volgden in oostelijke richting Utrecht, Holland, Friesland, Buuren, Frederiks Dorp, Overijssel, Zeeland, Groningen, Drenthe, Marquette, Gouverneurslust, Maurits Burg (met een hospitaal), Stabroek, Amsterdam, s’ Hage, Nepveusburg, Leijden, Haarlem, Voorburg en Imotappi, gelegen aan de Commewijne.
De linie buigt vervolgens naar het noorden, met de posten Vlammenburg, L’Esperance, De Hoop, Societeitsburg, Verwachting, Honkoop, Wolfenbüttel, Brunswijk, Het Loo, ’s Hertogenbosch, Maastricht, Weilburg, Willemsburg, Oranjewoud, Breda, Nassau, Dieren, De Unie, Oranje, en ten slotte de post Uitkijk, gelegen aan de Atlantische kust.
Tussen Imotapie en Willemsburg ligt een gedeelte van het Cordon dat later vervangen is. De namen van de posten zijn hergebruikt bij de aanleg van het het definitieve kordonpad.
De post Bel-air aan de Pericakreek (Boven-Commewijne), waar eveneens een hospitaal gevestigd was, Montpellier aan de Orelanakreek, Brantwagt of Brandwacht aan de Motkreek en een post aan Braamspunt werden ook tot het kordon gerekend.

#### Voltooiing
Commandeur Bernard Texier liet de onder Nepveu begonnen aanleg van het militaire kordon voltooien. Hiervoor gebruikte hij de inzet van 600 slaven. In de opgaaf van kosten, toegevoegd aan de notulen van de vergadering van de gouverneur en de raden van 12 februari 1776 wordt melding gemaakt van "ses honderd stuks ordinaire werk-negers a 10 stuivers per dag en honderd timmer-negers a eene gulde per dag", in te zetten gedurende een jaar.
Het kordon werd uiteindelijk met veel minder manschappen bemand dan de eerder geraamde 1500 of 2000. 5 kapiteins, 19 luitenants, 44 sergeanten, 69 korporaals, 24 oppassers, 4 bakkers en 955 gewone manschappen, in totaal dus 1120 man.
Voor de bezetting van het kordon werd gebruik gemaakt van het Neeger Vrijcorps (de Redi Musu) en het Corps Vrije Mulatten en Neegers.

## Na de aanleg
Na een langere periode van rust namen vanaf 1785 de overvallen van de Marrons op Surinaamse plantages weer toe. De tegenreactie kwam met nieuwe strafexpedities onder leiding van kapitein P.S. Stoelman, de bevelvoerder van de Redi-Musu. De Boni’s werden steeds verder opgejaagd, stroomopwaarts langs de Marowijne en de Lawa. In 1793 werden zij definitief verslagen. De dreiging van overvallen kwam hiermee tot rust en het kordon verloor snel zijn functie als verdedigingslinie tegen overvallen op de plantages.
Op 7 september 1805 brak muiterij uit bij enkele posten van het Cordon. Het korps bestond op dat moment uit 336 manschappen en 20 onderofficieren. Ongeveer 80 opstandige Redi-Musu verlieten het korps en vestigden zich aan de bovenloop van de Marowijne.
Rond 1840 waren de laatste posten van het kordon nog bezet. "Sinds den vrede met de Bosch-negers zijn de meeste posten ingetrokken en alleen Gelderland aan de Suriname, Mauritsburg aan de Cassewinica en Imotappie aan de Boven-Commewijne waren nog aanwezig en stonden onder het bevel van officieren". In 1884 waren alle militaire posten verlaten.

## Huidige toestand
In 1966 is het kordonpad opengekapt en van informatieborden voorzien door militairen van de TRIS (Troepenmacht in Suriname). Vanaf de Surinamerivier loopt het pad door bos- en savannegebied. Door de lichte kleur van het zand en de sloten aan weerszijden van het pad was dit gedeelte goed terug te vinden. Na de Cassawinicakreek begint de moerasachtige kuststrook. Het pad loopt hier als een vijf meter brede dam doorheen en is moeilijk begaanbaar in de regentijd en door overwoekering.
Het kordonpad wordt beschouwd als uniek historisch erfgoed van Suriname. Het pad is na het vertrek van de TRIS niet verder onderhouden. Delen van het pad zijn begaanbaar en er zijn ook restanten van bebouwing zichtbaar, zoals bijvoorbeeld de bakstenen fundering van de posten en waterputten.